# Auguste Émile Bellet
Pour les articles homonymes, voir Bellet (homonymie).
Auguste Émile Bellet, né le 2 avril 1856 à Châteaubriant, mort à Neuilly-sur-Seine le 14 février 1912, est un peintre français.

## Biographie
Auguste Bellet naît Auguste Ange Marie Belet le 2 avril 1856 à Châteaubriant de Théodore Belet perruquier et Angélique Ménard.
Admis comme élève vers 1875 dans l'atelier d'école d'Alexandre Cabanel (36 rue de Turbigo), il entre aux Beaux-Arts à Paris le 14 août 1877 sous le No 4358 du registre des élèves avec comme professeurs  Cabanel et Laurens.
Il expose en 1884 au Salon des artistes français Ce fichu temps et obtient en 1885 une mention honorable.
En 1890, le 24 juillet, il épouse à Paris Zéphirine Émilie Victorine Toutain. Le couple reconnait le fils qu'ils ont eu en 1882.
Auguste Bellet meurt en 1912.
La même année, une rétrospective à titre d'hommage posthume lui est consacrée au salon des artistes français.

Archives
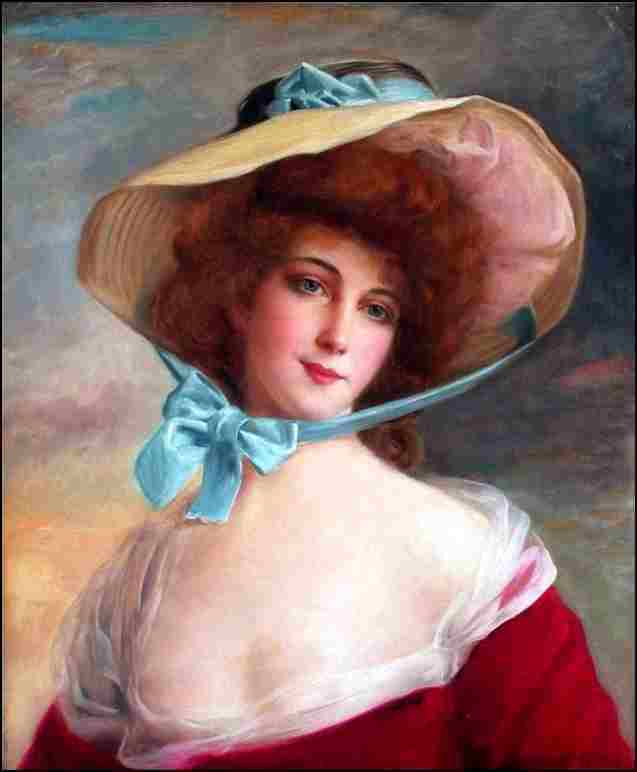
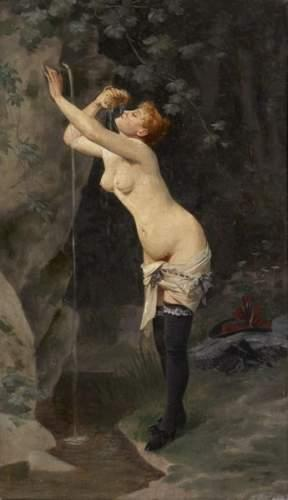
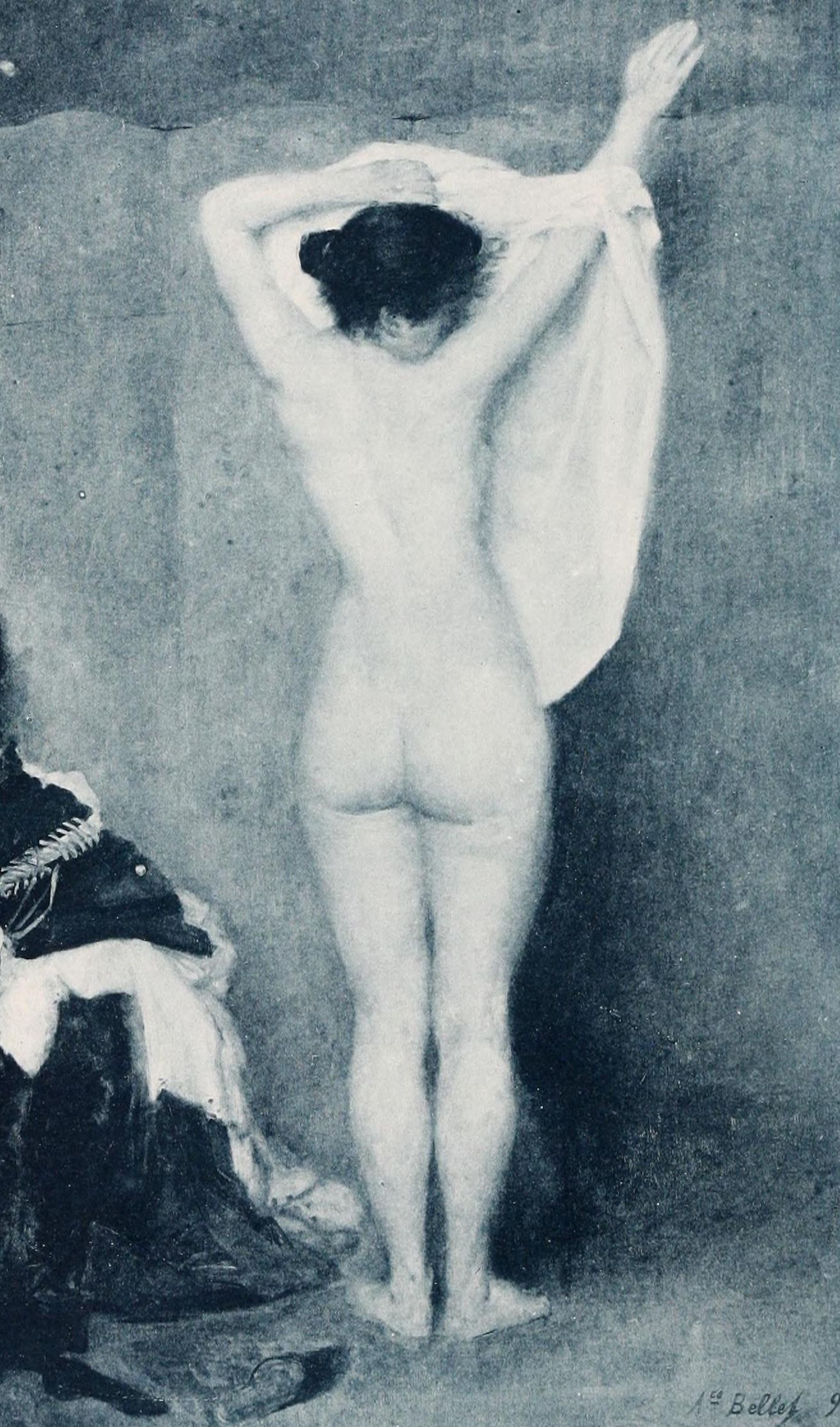
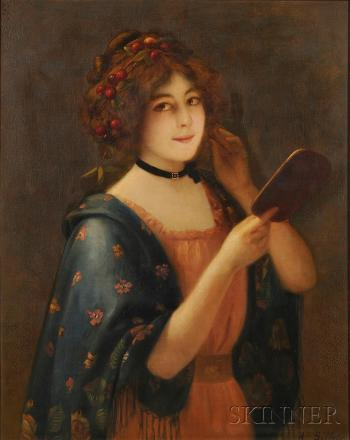
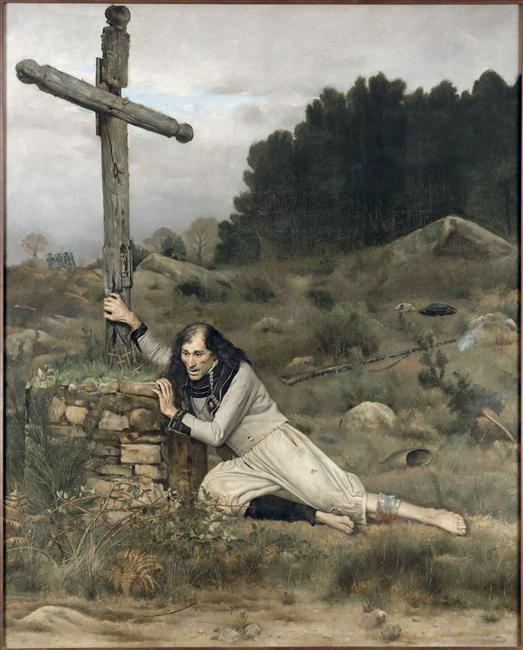

## Expositions
- 1882 : Salon des artistes français Scène de la guerre des chouans no 182[5]
- 1883 : Salon des artistes français En prière no 170 [6]
- 1884 : Salon des artistes français Fichu temps no 163, Coup d'œil no 164
- 1885 : Salon des artistes français Gugusse no 194[7], Pour le bon motif no 195 [8] (mention honorable)
- 1886 : Salon des artistes français Ce sont eux
- 1888 : Salon des artistes français Une expulsion no 179 [9]
- 1890 : Salon des artistes français La lecture no 151 [10]
- 1894 : Salon des artistes français  no 142 et no 143 [11]
- 1897 : Salon des artistes français La rieuse no 116 [12]
- 1899 : Salon des artistes français Madame Pierrot no 140 [13]
- 1900 : Salon des artistes français Printemps no 93 [14]
- 1901 : Salon des artistes français Jour de fête no 148, Distraction no 149 [15]
- 1902 : salon des artistes français L'Anniversaire no 104 [16]
- 1904 : Salon des artistes français Pierrot artiste no 121 [17]
- 1905 : Salon des artistes français Pierrot embarrassé no 125 [18]
- 1906 : Salon des artistes français Indécision no 129 [19]

## Œuvres référencées
- 1882 : Scène de la guerre des chouans  (Musée des beaux-arts de Rennes)
- 1885 : Pour le bon motif (Musée de Morlaix)
- 1890 : La lecture (Musée d'Angoulême)
- 1901 : A la fenêtre (Musée intercommunal d'Etampes) CDOA
- 1907 : Derrière le paravent  (Musée des Beaux-arts de Nantes)